# Mario Rendo
Mario Rendo (Catania, 7 gennaio 1922 – Aci Castello, 18 febbraio 2005) è stato un imprenditore italiano.

## Biografia
Nato nel 1922, a diciannove anni, nel 1941, consegue il diploma di geometra e inizia la propria attività nell'impresa edile del padre. Nel secondo dopoguerra entra in società con il fratello Ugo e con il geometra Umberto Campagna con i quali dà inizio alla grande impresa di costruzioni Rendo e Campagna. Nel 1962, nella Zona industriale di Catania fonda la società Sicilprofilati, estendendo la propria attività alle costruzioni metalliche in lega leggera.
Nel 1960 dà origine a un nuovo campo di attività del Gruppo Rendo fondando a Catania l'Azienda Agricola Ugo e Mario Rendo, importante attività produttiva estesa su oltre 200 ettari di cui una parte ad agrumeto nei pressi della Stazione di Passomartino e un'altra sede ad allevamento di bovini da latte con tecniche avanzate, oltre a stabilimenti di liofilizzazione e di produzione di marmellate e gelatine di frutta con il marchio Agrofil.
Nel 1969, per le attività da lui intraprese in vari settori e la creazione di posti di lavoro, viene insignito dell'onorificenza di Cavaliere del Lavoro dalla Presidenza della Repubblica Italiana.
Negli anni 1980 ha luogo un'estensione dell'attività del gruppo, con la creazione del consorzio Italimprese, che abbracciava settori di impresa non più limitati alle costruzioni e all'agricoltura ma anche al settore delle costruzioni metalliche e ferroviarie con la fondazione dell'IMPA, poi ITIN-Italimprese Industrie S.p.A. e di varie società nel centro e nel nord dell'Italia, estendendosi poi in ambito europeo e internazionale.
Negli anni 1990 il suo gruppo di imprese ha partecipato alla costruzione del tunnel ferroviario sotto il Canale della Manica.

## Le inchieste della magistratura e Tangentopoli
Le sue attività entrarono nel mirino delle inchieste della magistratura nel periodo precedente lo scoppio di Tangentopoli.
Da allora in poi il suo nome apparve nel corso di varie inchieste. Il giornalista Giuseppe Fava lo definì uno dei "quattro cavalieri dell'apocalisse mafiosa". Secondo Fava, Rendo era uno dei "cavalieri" legati a Cosa Nostra e in particolare a Nitto Santapaola. Nell'editoriale pubblicato nel gennaio 1983 sulla sua rivista "I Siciliani", lo descrisse come un uomo "improvvisamente amabile e improvvisamente collerico". Il 5 gennaio 1984, un anno dopo la pubblicazione dell'articolo, Giuseppe Fava fu assassinato da alcuni membri del clan mafioso dei Santapaola.